# فرانز برونجس
فرانز «قولدكبفن» برونجس (بالألمانية: Franz "Goldköpfchen" Brungs) (ولد بتاريخ 4 ديسمبر 1936 بباد هونيف)، وهو مدرب ولاعب كرة قدم ألماني متقاعد.

## روابط خارجية
- فرانز برونجس على موقع قاعدة بيانات كرة القدم.إي يو (الإنجليزية)
- فرانز برونجس على موقع بيانات كرة القدم. دي إي (الألمانية)
- فرانز برونجس على موقع عالم كرة القدم.نت (الإنجليزية)